# Только ты (телесериал, 2013)
«Только ты» (исп. Solamente Vos) — аргентинская теленовелла 2013 года производства El Trece и Pol-ka Producciones. Первая серия вышла на экраны 21 января 2013 года, а последняя — 20 января 2014 года. В России премьера состоялась 1 декабря 2014 года на телеканале Ю.

## Сюжет
После того, как дирижёра Хуана Кусто оставила жена, решившая разобраться в себе и пожить отдельно, он вместе со своими пятью детьми переезжает в пустующую квартиру своего друга Феликса. На новом месте он встречает парикмахершу Аврору, которая давно мечтает о том, чтобы завести свою семью. Однако Феликс с которым она встречается, не может исполнить её мечту, поскольку уже женат. Поэтому, когда Хуан и Аврора, которые как будто созданы друг для друга, сближаются, мужчина не может сделать последний решительный шаг, чувствуя, что этим предаст своего друга и давние добрые отношения с ним.

## В ролях
- Адриан Суар — Хуан Кусто
- Наталия Орейро — Аврора Андрес и её сестра-близнец Асусена Андрес
- Мюриэль Санта-Ана — Ингрид, бывшая жена Хуана
- Евгения Суарес — Джульета Кусто, старшая дочь Хуана и Ингрид
- Coraje Ábalos — Начо Молина Монтес, врач Хуана, имеет ребенка от Джульеты
- Лали Эспозито — Даниэла Кусто, вторая дочь Хуана и Ингрид
- Бенхамин Рохас — Федерико, жених Даниэлы
- Angela Torres — Мора Кусто, третья дочь Хуана и Ингрид
- Joaquín Flemmini — Эухенио Кусто, четвертый ребенок, сын Хуана и Ингрид
- Lola Poggio — Лули Кусто, самый младший ребенок, дочь Хуана и Ингрид
- Nicolás Vázquez — Факундо, лучший друг Авроры
- Juan Minujín — Феликс Монс, друг Хуана, влюбленный в Аврору
- Клаудия Фонтан — Мишель, жена Феликса
- Альберто Мартин — Орландо Андрес, отец Авроры
- Ana María Picchio — Росита, мать Авроры
- Виктория Онетто — Сусана, младшая сестра Авроры и Асусены по отцу
- Marina Bellati — Дениз Кусто, сестра Хуана
- Arturo Puig — Лаутаро Кусто, отец Хуана и Дениз
- Диего Рамос — Сегундо, продюсер Авроры
- Marcelo De Bellis — Мигель, работник студии звукозаписи
- Sebastián Wainraich — Леопольдо Фишман, психолог Хуана
- Peto Menahem — Рохелио Бельведер
- Laura Cymer — Шарон
- Federico Ottone — Рубио
- Fabiana García Lago — Далия
- Graciela Tenembahuem — Мирна
- Thiago Batistuta — Себастьян
- Paula Baldini — Нани